# リベラル・インターナショナリズム
リベラル・インターナショナリズム（Liberal internationalism）は国際機関、自由市場、協調的安全保障、そして自由民主主義を支持する外交政策教義である。中核信念としては、自由で開かれた国際秩序を支持し、自由民主主義を促進させ、国際問題（環境問題、軍縮、公衆衛生、等）解決のための連携を促す国際機関に国家が参加すべきであるとしている。
リベラル・インターナショナリズムの支持者は、米国が20世紀にこの外交政策方針を採用したことによって、アメリカ国内では自由の改善が見られ、世界政治においてもアメリカの覇権が確実なものとなり、自由民主主義と市場の広がりの促進が見られたとする。外交政策教義の批評家（現実主義者、経費削減の支持者、等）は、民主主義促進や貿易の自由化により軍事介入を促進する傾向があるため、無秩序状態を引き起こす一因となってしまうと主張している。